# Історичний район Гарнізон
Гарнізон Сент-Енн, або більш відомий як «Гарнізон», — це невеликий район, розташований у країні Барбадос. Цей історичний район Гарнізон розташований приблизно за 3 км на південь від площі Героїв у столиці Бриджтауні та на захід від села Гастінгс у сусідній парафії Крайст-Черч. Тут панує історичний іподром, розташований на парадному майданчику площею 30 акрів під назвою Гарнізон Савана. Район гарнізону також містить багато історичних будівель, включаючи казарми для військовослужбовців. Район розділений шосе 7 із фортом Сент-Енн, де базуються Військові сили Барбадосу (BDF), що лежать на захід.

## Історія

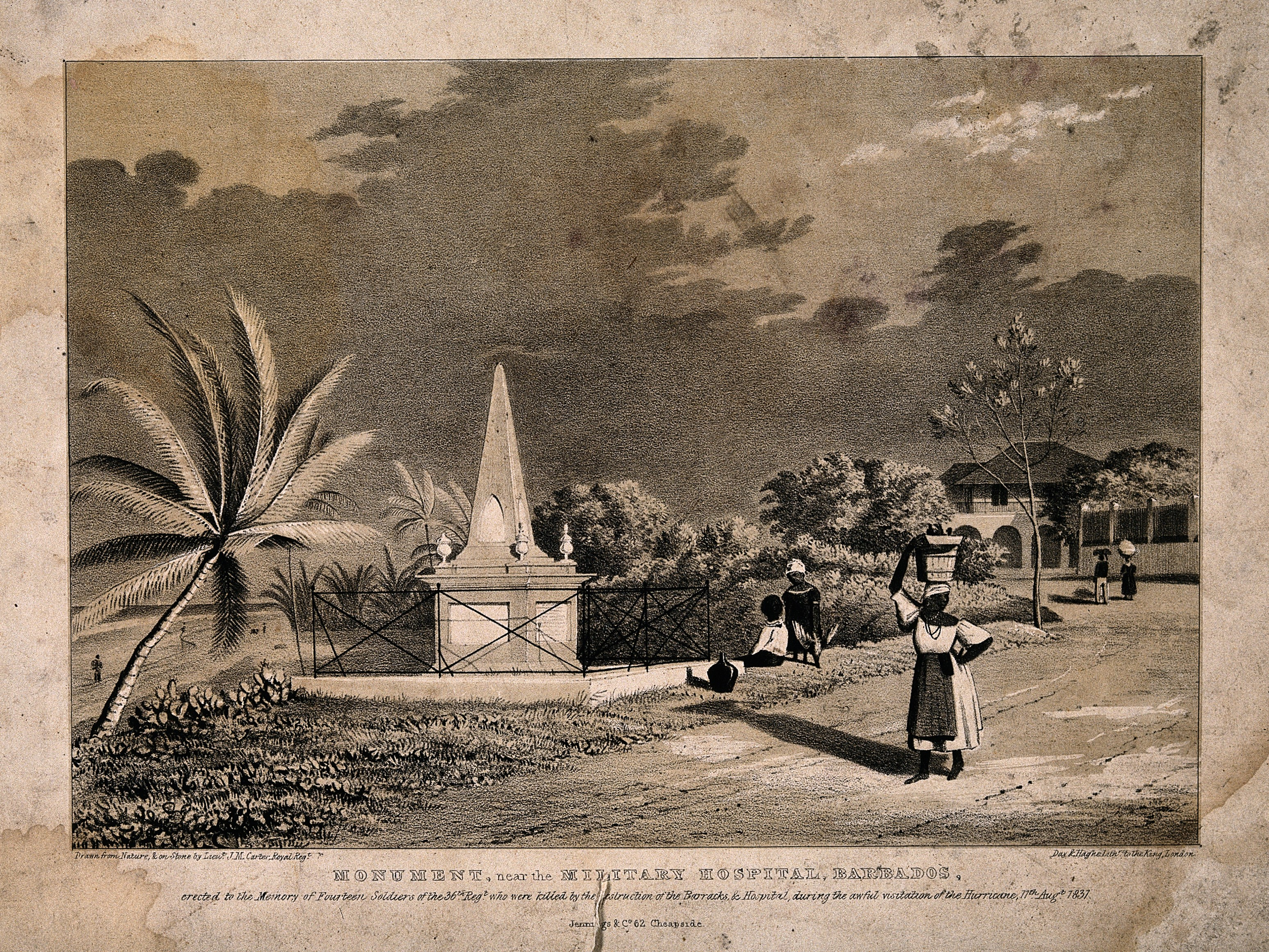
Пам'ятник у Сент-Енн Гарнізон 1837 р.

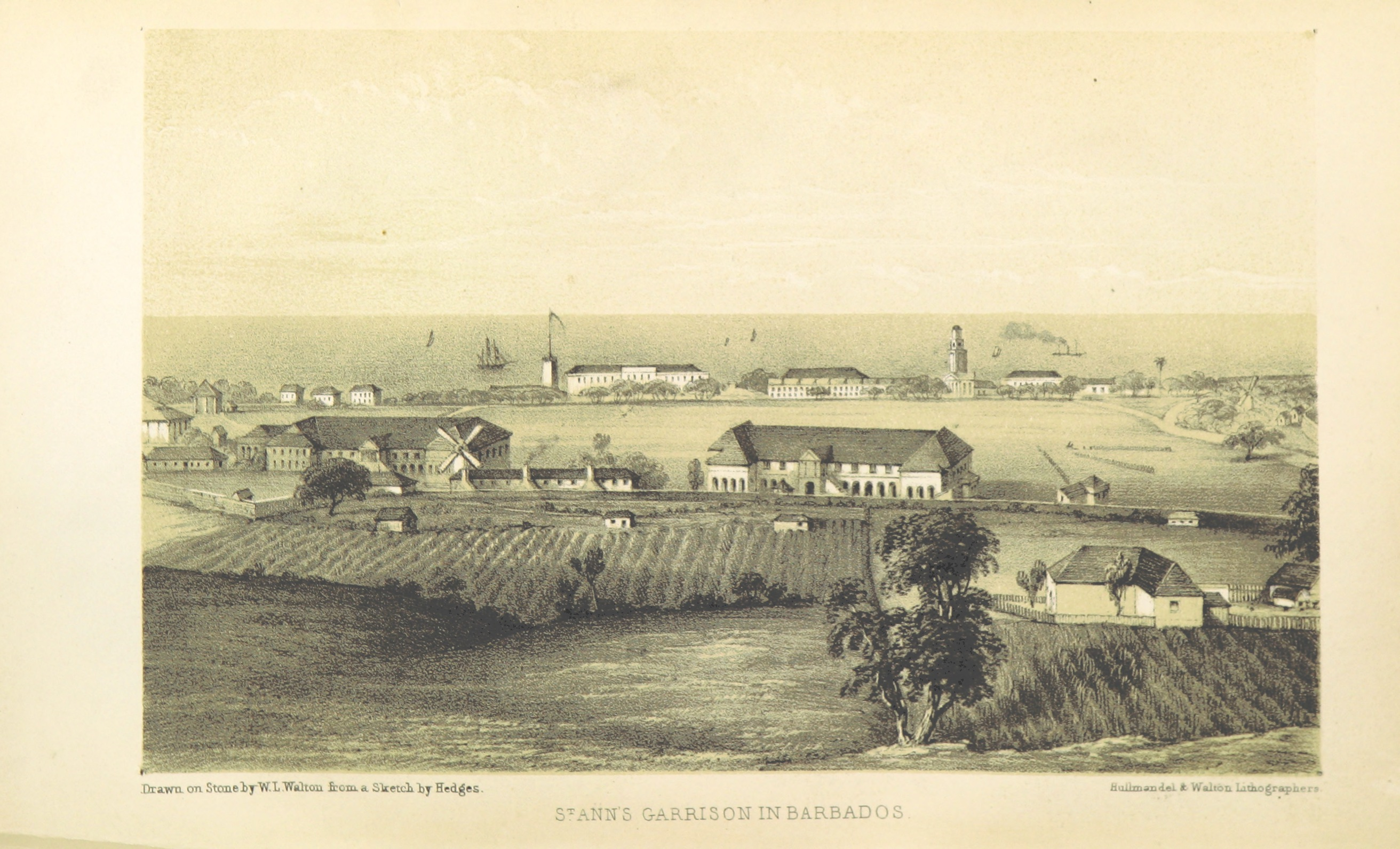
Гарнізон Сент-Енн у 1848 р.

Протягом вісімнадцятого та дев'ятнадцятого століть гарнізон був базою та штабом для членів британського Вест-Індійського полку на Барбадосі. У 1751 році майбутній лідер американської революції та перший президент США Джордж Вашингтон пробув із хворим братом в окружній дільниці Буш-Хілл протягом шести тижнів. Це відновлене майно залишається в якості гарнізону, де його просто називають «Будинок Джорджа Вашингтона». До середини вісімнадцятого століття багаті видатні барбадосці та полкові війська започаткували спортивні традиції кінських перегонів на іподромі Гарнізон.
30 листопада 1966 року в Гарнізонному історичному районі відбулася церемонія спускання прапора Союзу (прапора Сполученого Королівства) та підняття прапора Барбадосу, таким чином відкриваючи країні Барбадос повну незалежність від Великої Британії.
На цьому місці є ряд історично значущих будівель, окрім Будинку Джорджа Вашингтона. У багатьох із них розміщувалися підрозділи полку британського гарнізону, включаючи будівлю, де розміщений Музей Барбадосу та навколишні будівлі. Доказом цього є тюремні камери колишнього гарнізону.

## Галерея

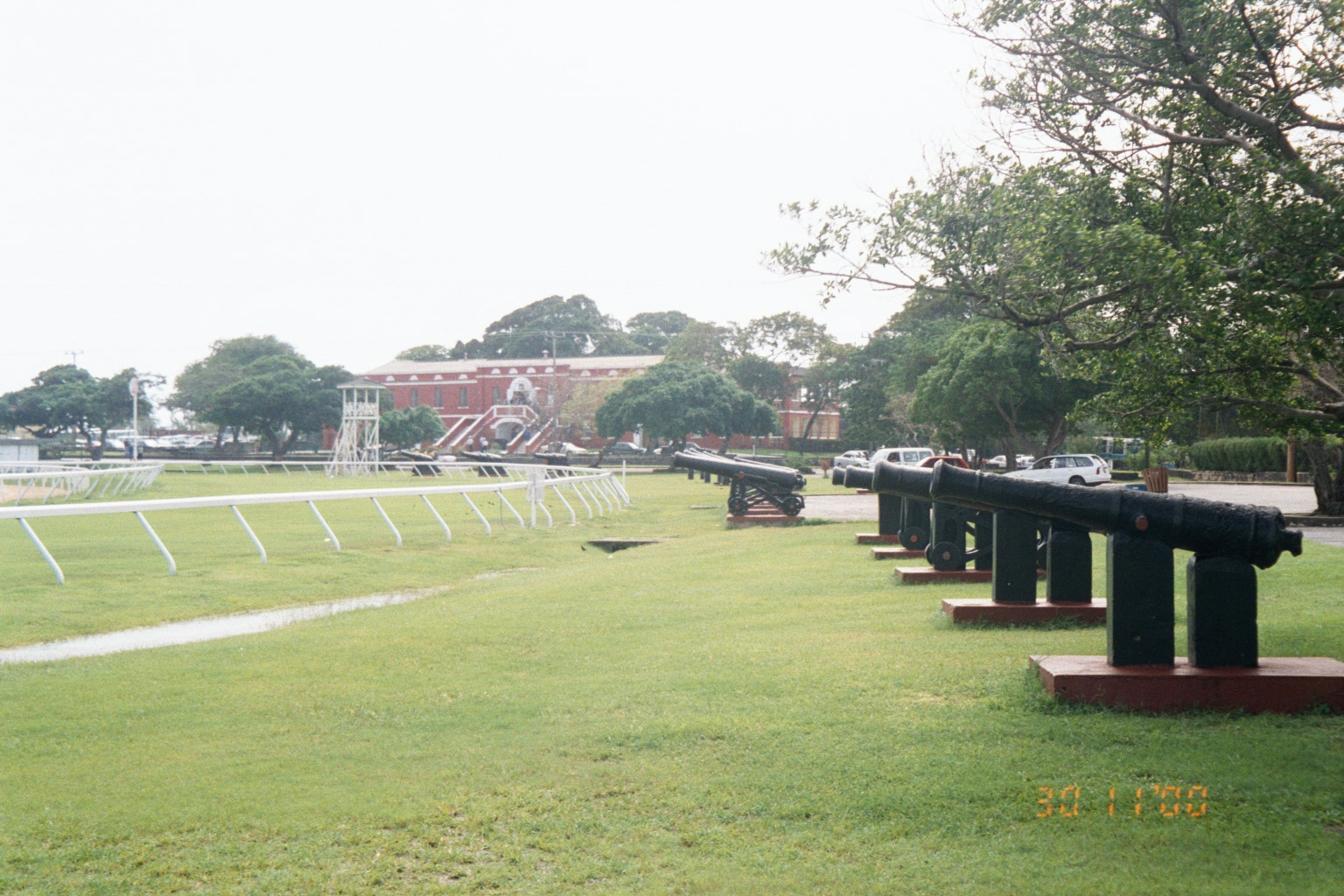
Національна колекція гармат Барбадосу з деякими з найрідкісніших і найстаріших англійських гармат
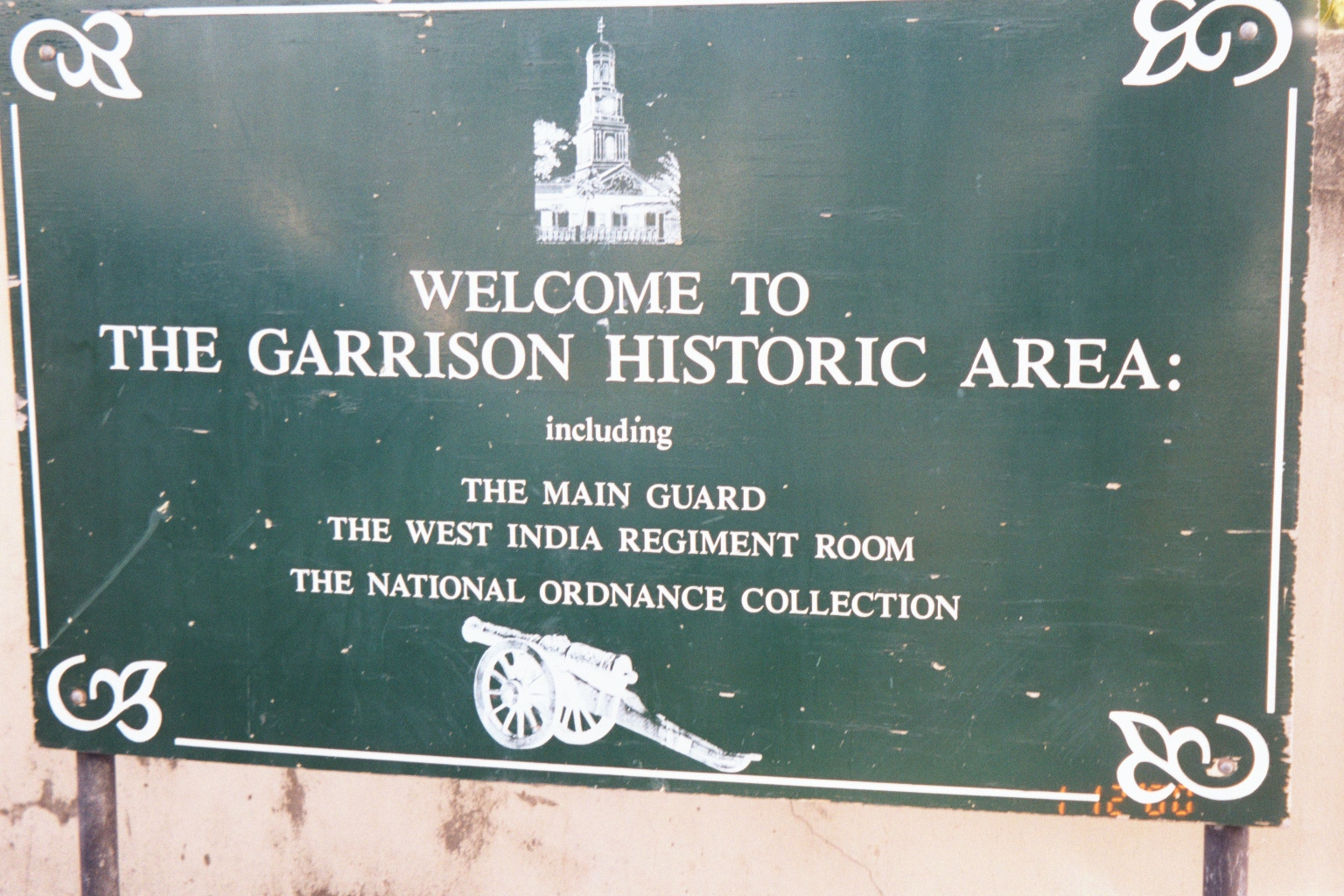
Вивіски гарнізону вздовж шосе 7
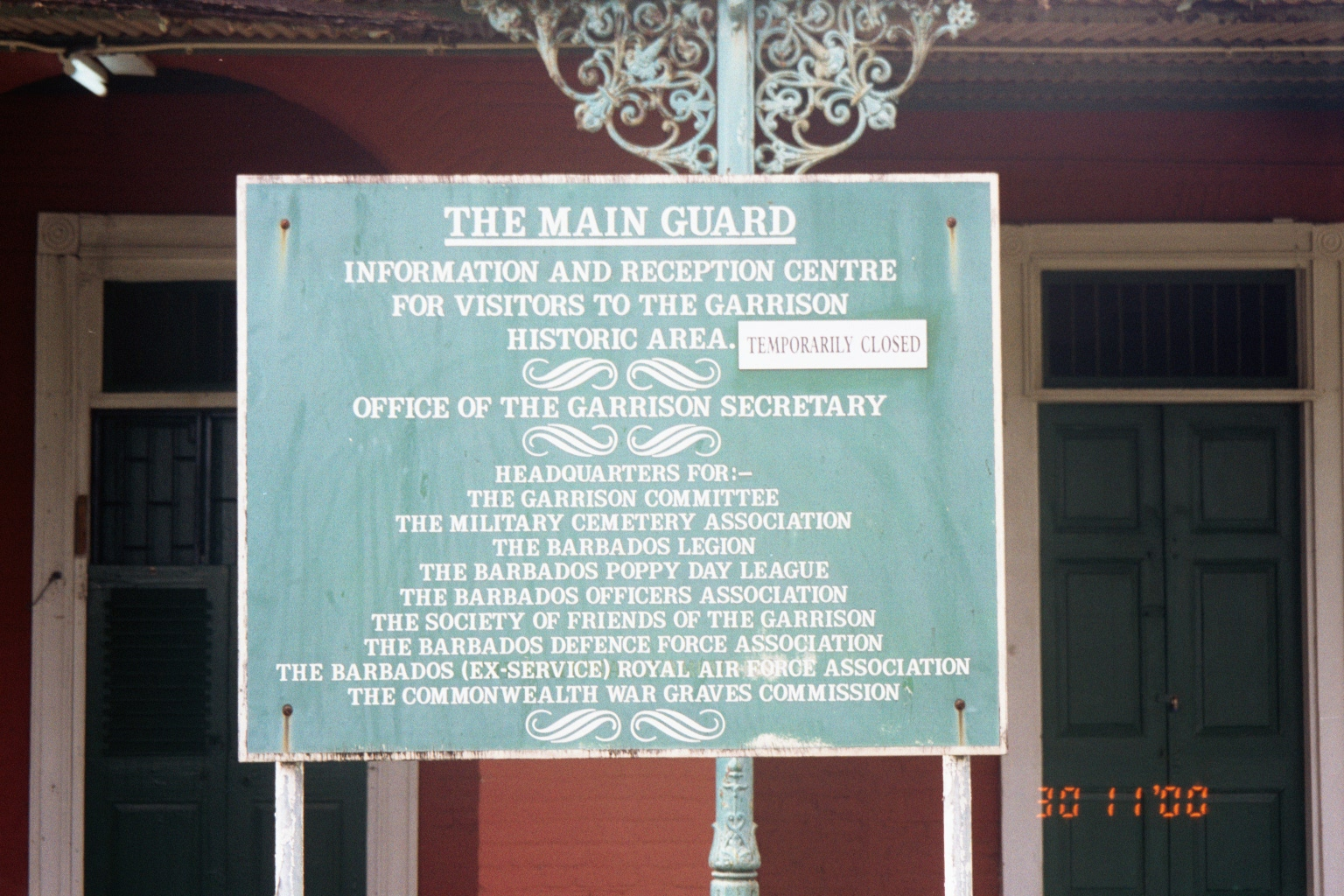
Вивіска на головному будинку охорони в гарнізоні Саванна
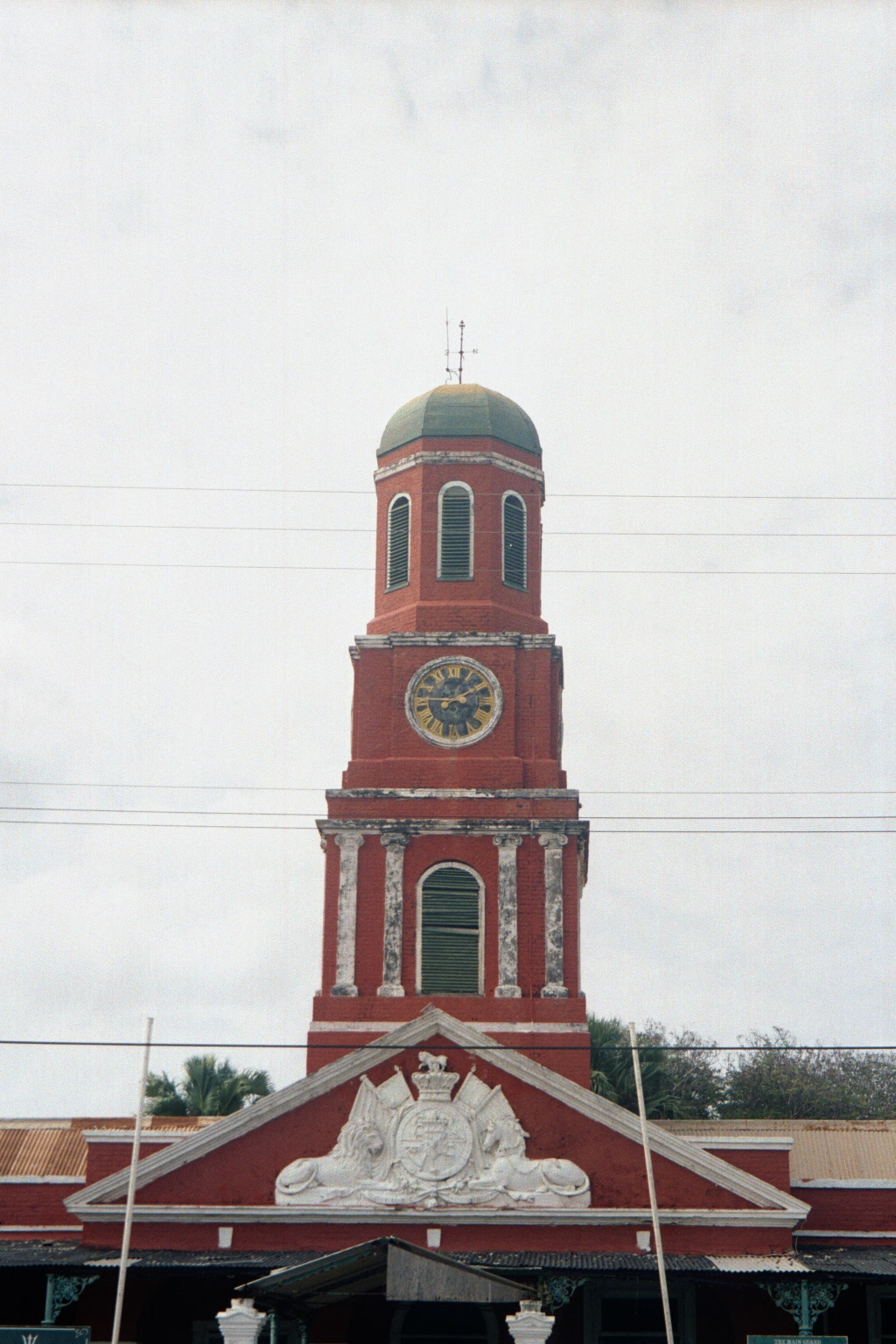
Годинникова вежа на головній сторожовій будівлі в гарнізонній савані, побудована близько 1803 року
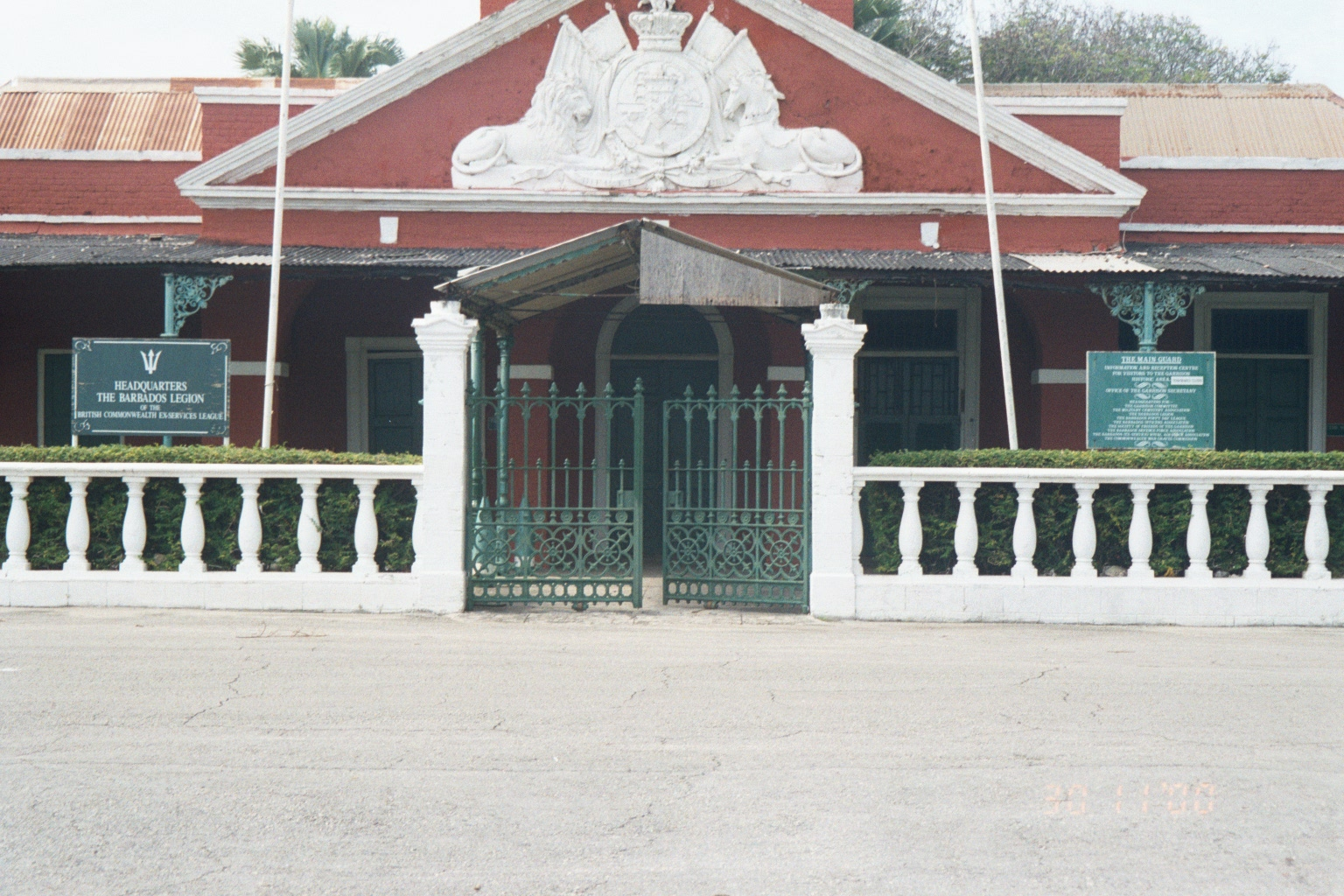
Головний будинок караулу в гарнізонній савані, побудований близько 1803 року